# Hunteria
Hunteria és un gènere de fanerògames de la família de les Apocynaceae. Conté 34 espècies. És originària de l'Àfrica tropical fins a l'oest de Malàisia.

## Taxonomia
El gènere va ser descrit per William Roxburgh i publicat a Flora indica; or, descriptions of Indian Plants 1: 695. 1832.
| - Hunteria africana - Hunteria ambiens - Hunteria atrovirens - Hunteria atroviridis - Hunteria ballayi - Hunteria breviloba - Hunteria camerunensis - Hunteria columbina - Hunteria congolana - Hunteria coriacea - Hunteria corymbosa - Hunteria cuspidata - Hunteria densiflora - Hunteria eburnea - Hunteria elliotii - Hunteria eugeniaefolia - Hunteria fascicularis | - Hunteria ghanensis - Hunteria gracilis - Hunteria hexaloba - Hunteria lanceolata - Hunteria legocii - Hunteria macrosiphon - Hunteria mayumbensis - Hunteria myriantha - Hunteria oxyantha - Hunteria pleiocarpa - Hunteria pycnantha - Hunteria rostrata - Hunteria roxburghiana - Hunteria simii - Hunteria sundana - Hunteria umbellata - Hunteria zeylanica |